# Mario Tadini

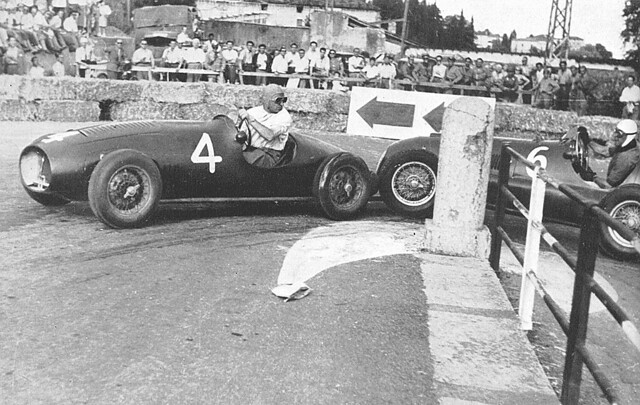
Mario Tadini im Ferrari 166C (#6) 1949

Mario Tadini (* 6. November 1905 in Bergamo; † 22. August 1983 in Alessandria) war ein italienischer Unternehmer und Automobilrennfahrer.

## Karriere
Tadini war in den 1920er-Jahren Eigentümer einer Kette von Bekleidungsgeschäften und Mitbegründer der Scuderia Ferrari. Bei einem Abendessen in Bologna im November 1929 erklärte sich Tadini bereit, die Ambitionen von Enzo Ferrari ein eigenes Rennteam zu gründen, finanziell zu unterstützen. Tadini war auch ein talentierter Amateurrennfahrer, der vor dem Zweiten Weltkrieg einige Erfolge erzielen konnte. So wurde er 1934 bei den Grand-Prix-Rennen in Alessandria, Modena und Neapel jeweils Dritter. Den Großen Preis von Lucca gewann er 1935 und 1936, das Sportwagenrennen Coppa della Colonnetta 1932.
In den 1930er-Jahren war er ein hervorragender Bergfahrer und gewann unter anderem den Großen Bergpreis von Österreich auf den Großglockner 1935 und das Bergrennen Parma–Poggio di Berceto 1937. 1933 hatte er die Gesamtwertung der Sportwagenklasse der Europa-Bergmeisterschaft gewonnen. Nach dem Krieg versuchte er ein Comeback und fuhr einige Rennen im Ferrari 212F2, ehe er Mitte der 1950er-Jahre endgültig vom Rennsport zurücktrat.

## Statistik

### Einzelergebnisse in der Sportwagen-Weltmeisterschaft
| Saison | Team         | Rennwagen     | 1   | 2   | 3   | 4   | 5   | 6   | 7   |
| ------ | ------------ | ------------- | --- | --- | --- | --- | --- | --- | --- |
| 1953   | Mario Tadini | Jaguar C-Type | SEB | MIM | LEM | SPA | NÜR | RTT | CAP |
| 1953   | Mario Tadini | Jaguar C-Type | DNF |     |     |     |     |     |     |